# Collégiale Saint-André de Chartres
L'ancienne collégiale Saint-André date du XIIe siècle. 
Elle se situe à Chartres dans le département français d'Eure-et-Loir et a été classée monument historique sur la liste de 1840.

## Histoire

### Ancien Régime
L'église primitive aurait été construite, selon la tradition par saint Aignan, à l'emplacement d'un amphithéâtre gallo-romain dont on retrouve des vestiges dans les murs de l'une des cryptes. Un second édifice datant du Xe siècle fut détruit par un incendie en 1134, ne laissant que les cryptes.
Reconstruite, l'église Saint-André est terminée dans la seconde moitié du XIIe siècle. Au début du siècle suivant, une arche est lancée au-dessus de l'Eure afin de supporter le chœur de l'édifice. Celui-ci sera reconstruit au XVIe siècle par Jehan de Beauce.
Au XVIIe siècle, une seconde arche est édifiée dans le prolongement de la première, enjambant la rue du Massacre pour supporter la chapelle de la Vierge, créant ainsi un très bel ensemble, qui comprend également un cloître canonial, un hôtel-Dieu et des cimetières.

La collégiale Saint-André dans l'Ancien Régime
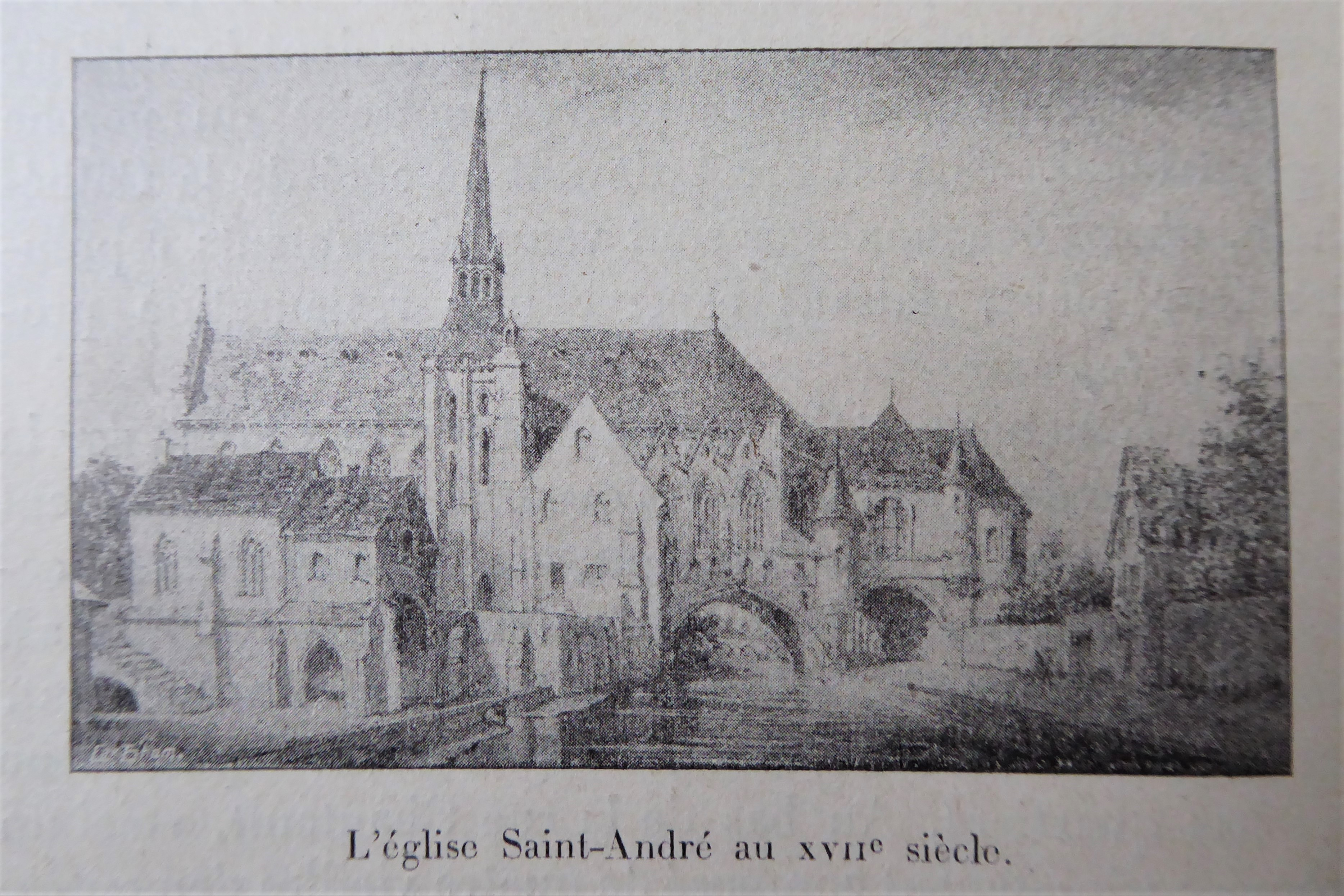
La collégiale au XVIIe siècle.
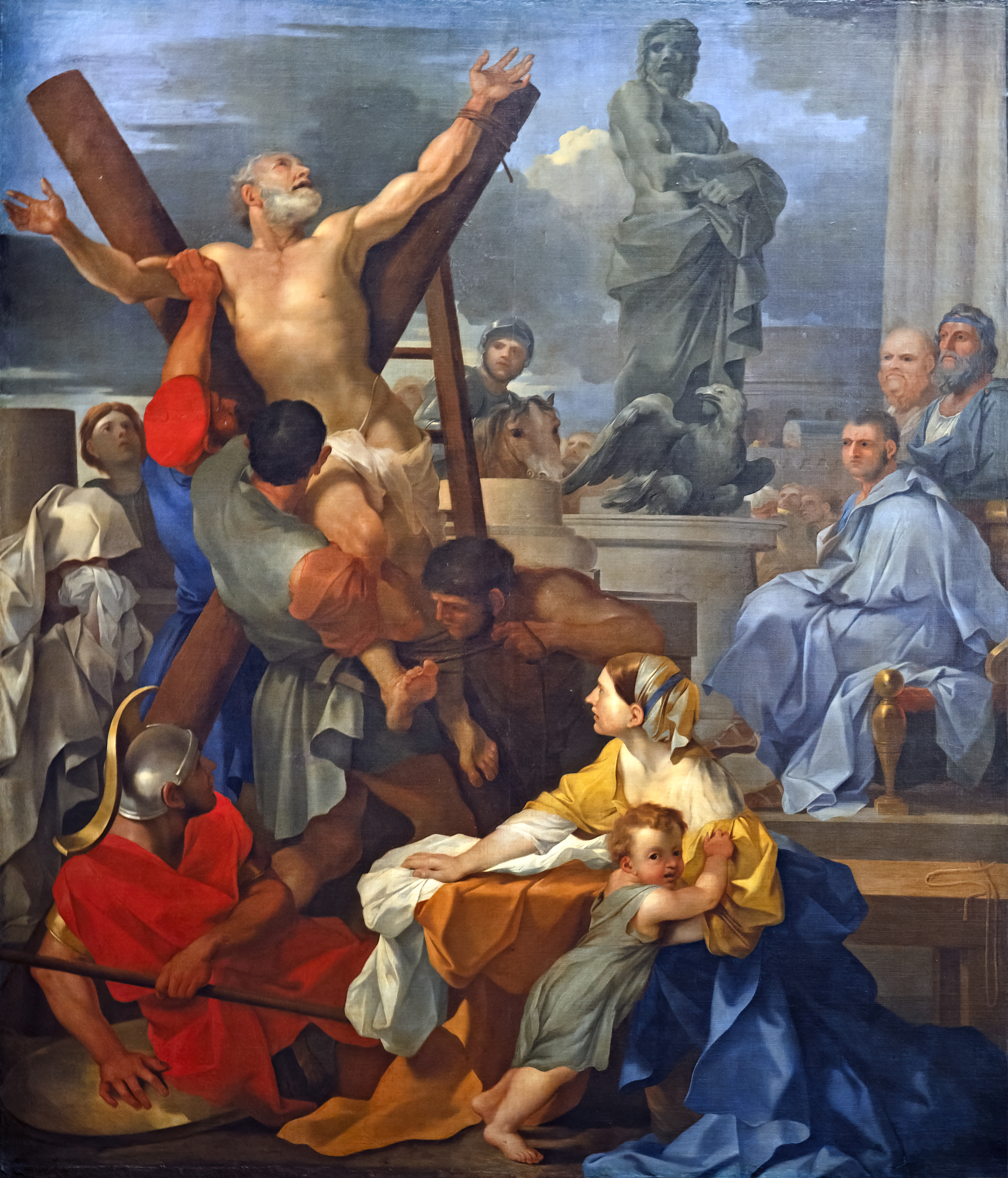
Le Martyre de Saint André de Sébastien Bourdon, XVIIe siècle[3].
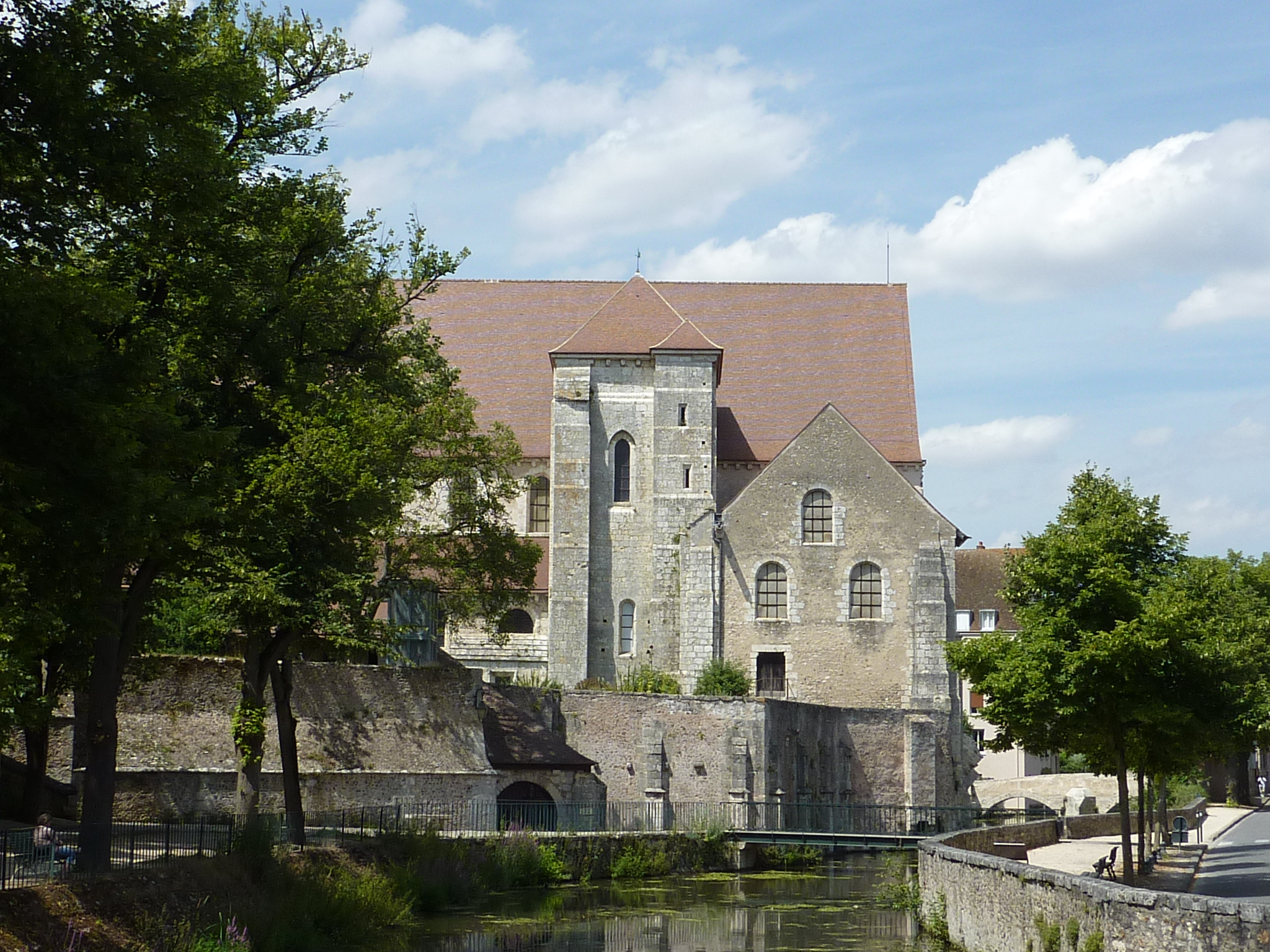
Façade sud, bordée par l'Eure, devant l'ancien port de Chartres.
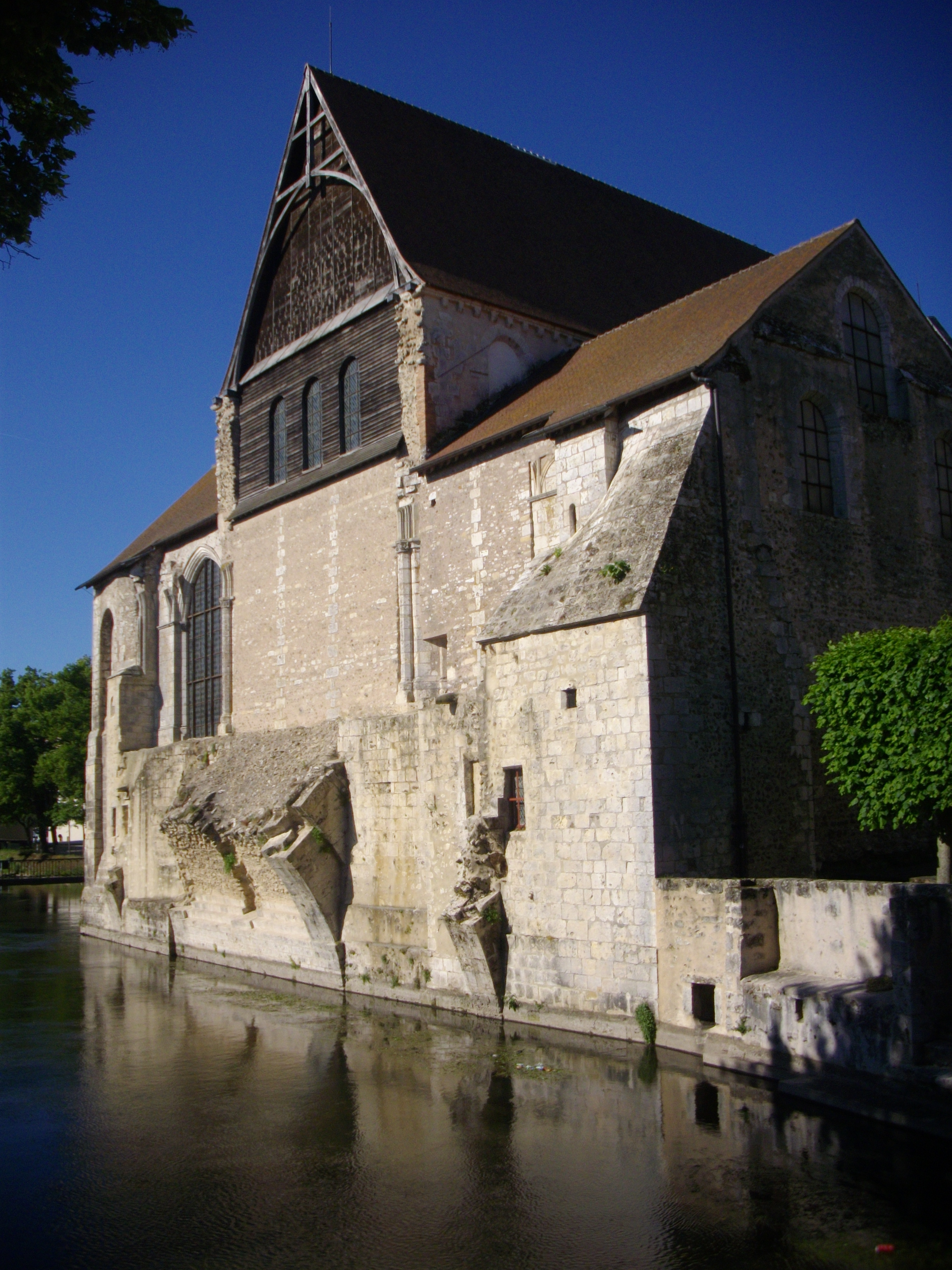
Les vestiges des arcs-boutants, façade est.

### Période contemporaine
La Révolution ferme l'église Saint-André au culte en 1791. Sa flèche octogonale est démolie ; le tableau du maître-autel représentant le martyre de saint André par Sébastien Bourdon est affecté par le gouvernement consulaire en 1803 au musée des Augustins de Toulouse. Elle devient un magasin à fourrage jusqu'en 1861.
En 1805, la chapelle de la Vierge installée sur la seconde arche s'écroule, obligeant, pour des raisons de sécurité, à démolir le chœur en 1827. En 1905, l'édifice abrite un atelier de menuiserie. En 1861, le bâtiment est gravement endommagé par un premier incendie, puis par un second en 1944.

La collégiale Saint-André au cours de la période contemporaine
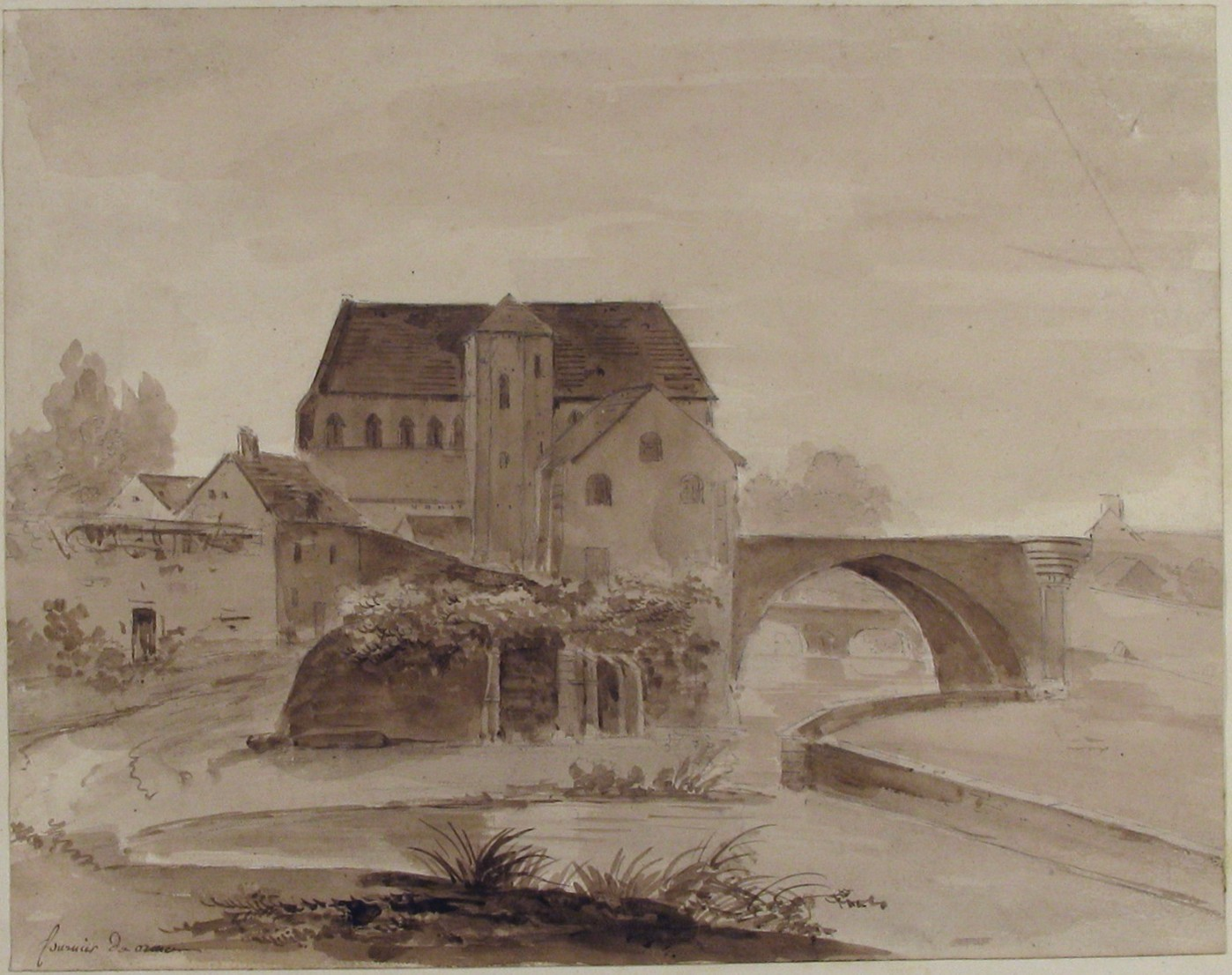
Dessin de Saint-André par Charles Fournier des Ormes, après 1827.
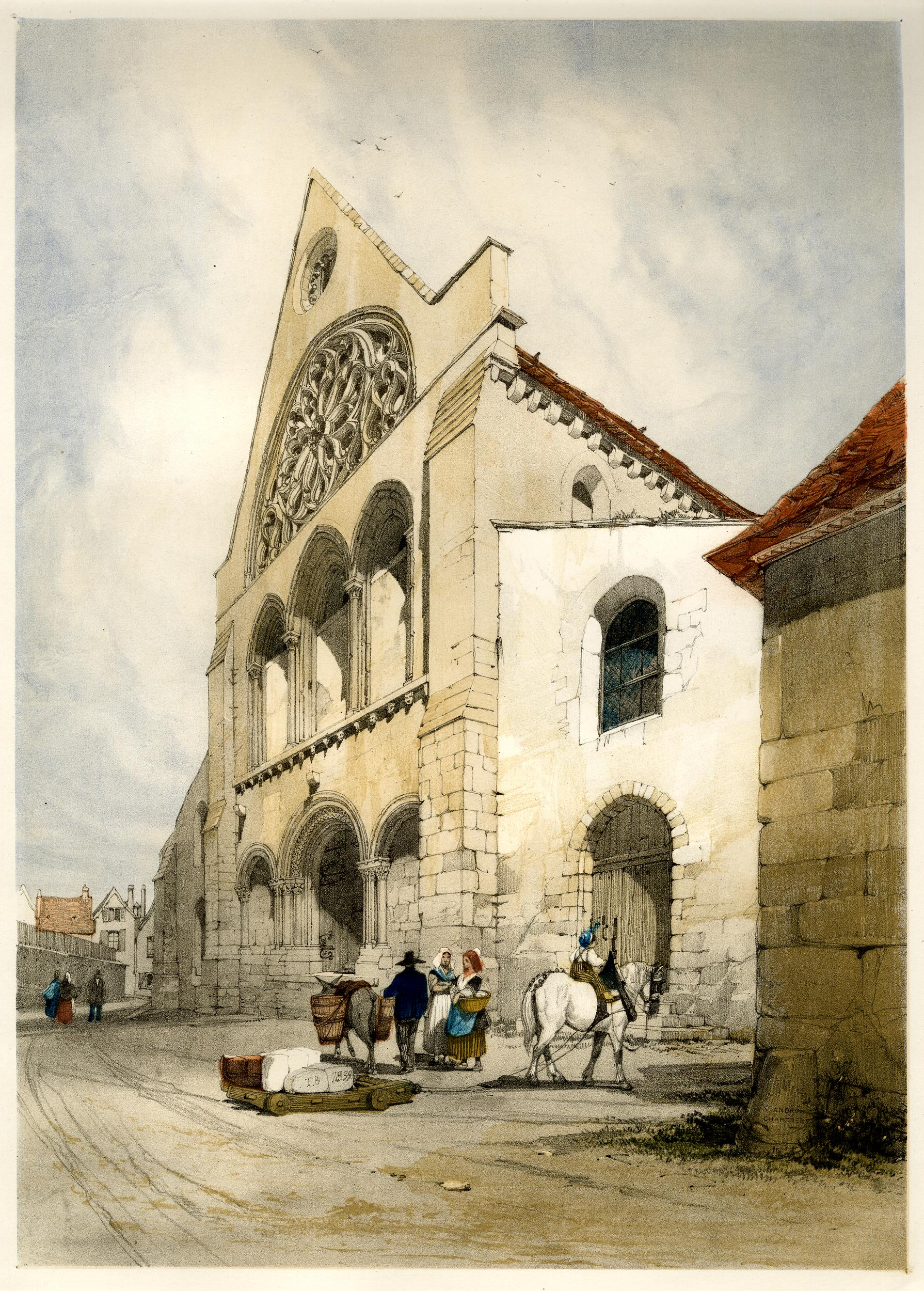
Pignon de Saint-André (1384), abattu après l'incendie de 1861, Thomas Shotter Boys, 1839.
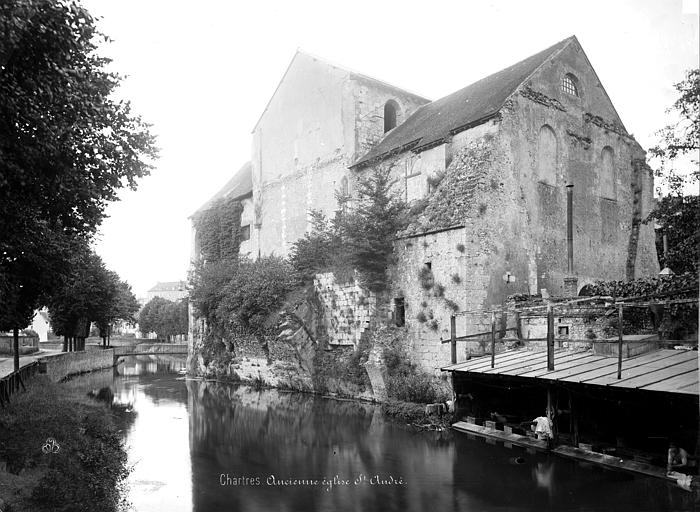
Façade est par Séraphin-Médéric Mieusement, avant 1905.
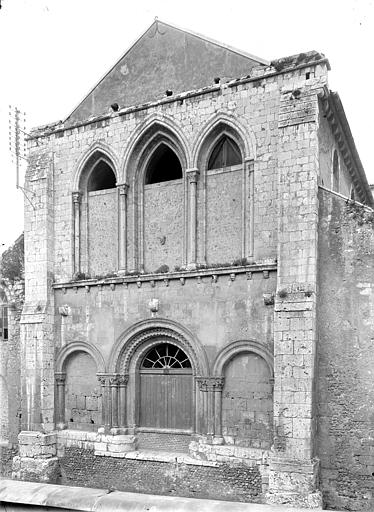
Façade ouest par Jean-Eugène Durand, avant 1926.
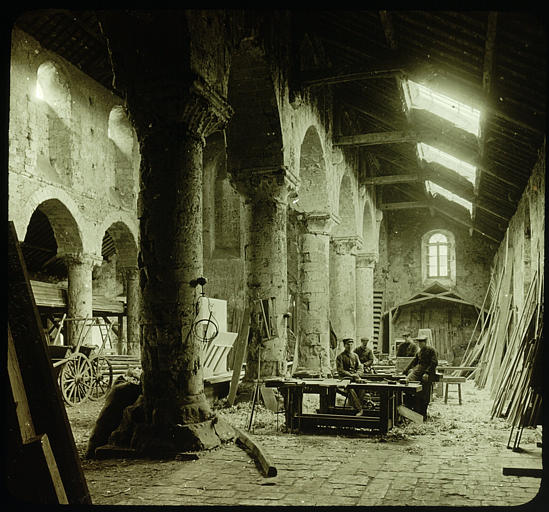
1905 : atelier de menuiserie.
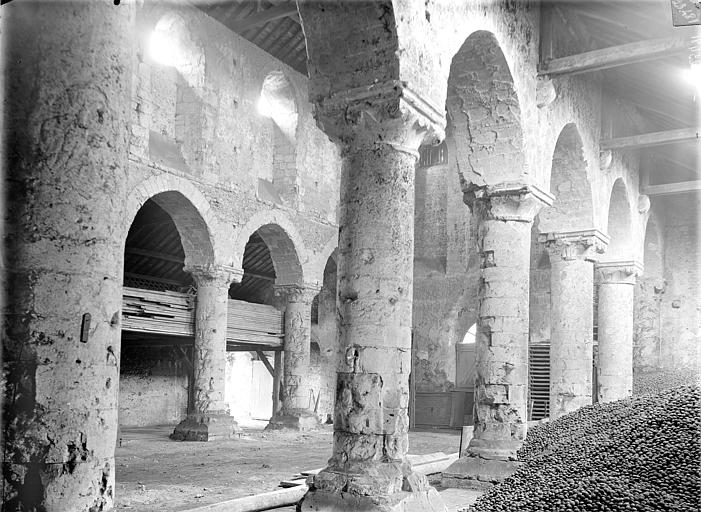
Lieu de stockage de récoltes.

## Aujourd'hui
Grâce à une restauration commencée dans les années 1980 puis continuée à partir de 2003, la collégiale et ses cryptes trouvent leur nouvelle vocation, celle d'un lieu d'activités culturelles et artistiques dans un cadre de qualité. C'est autour de l'église Saint-André, dans ce quartier peuplé et laborieux, que naît et se développe, au Moyen Âge, la foire Saint-André. Celle-ci existe encore aujourd'hui, même si son lieu d'implantation est différent.

La collégiale Saint-André, au bord de l'Eure
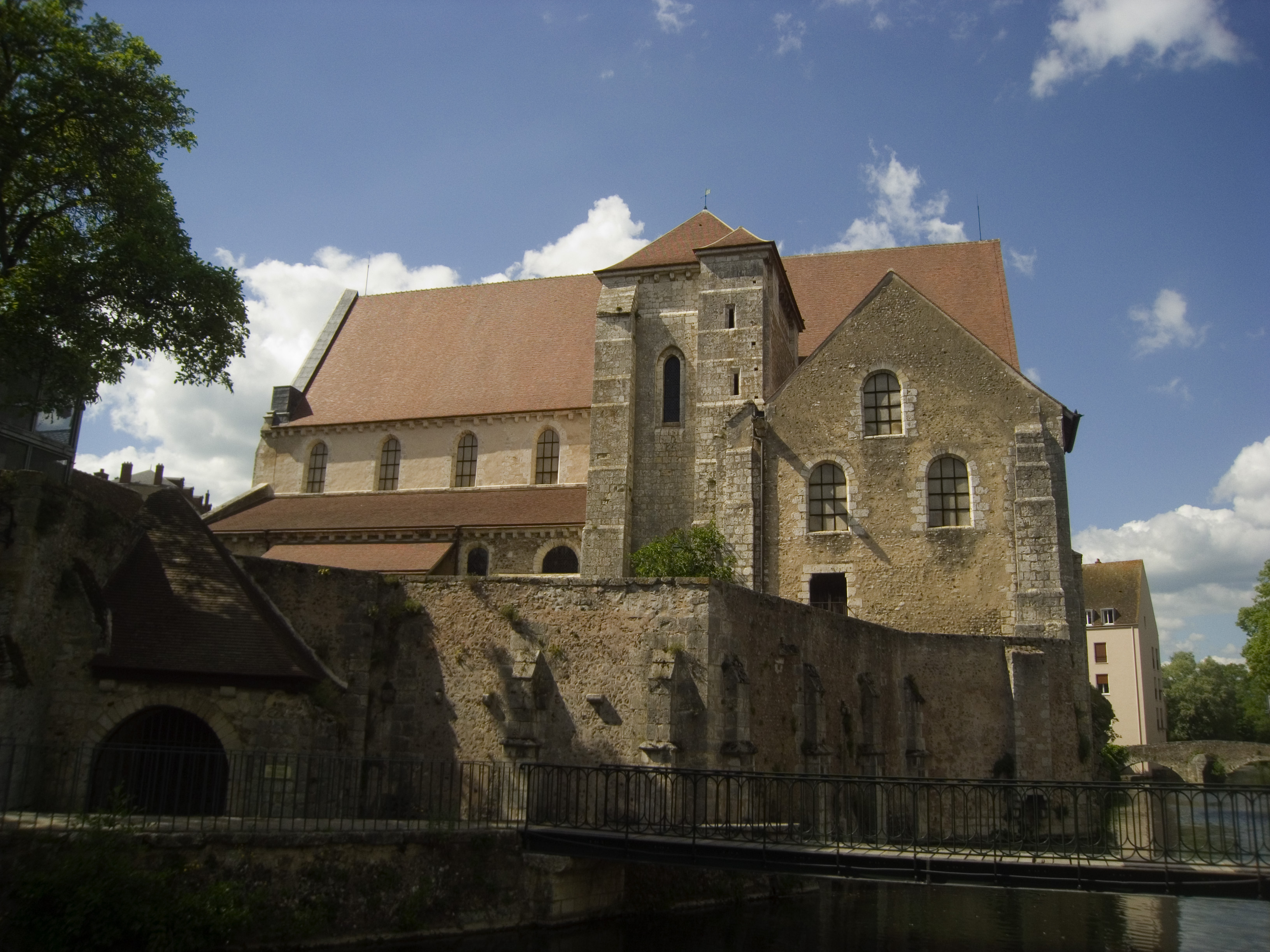
Façade sud, vue depuis la rive droite de l'Eure. Sur la gauche, la fontaine Saint-André.
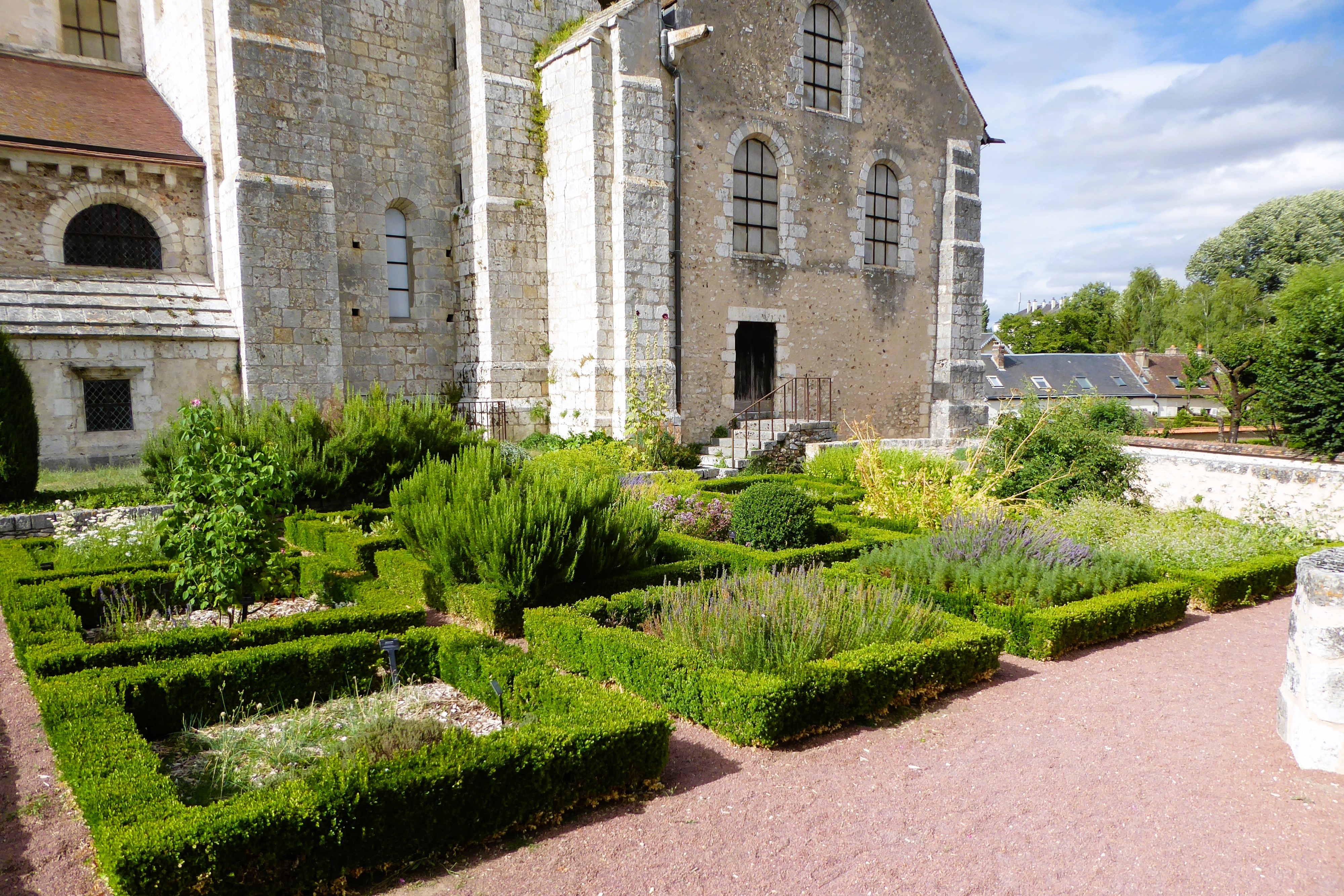
Le jardin médiéval de la façade sud.
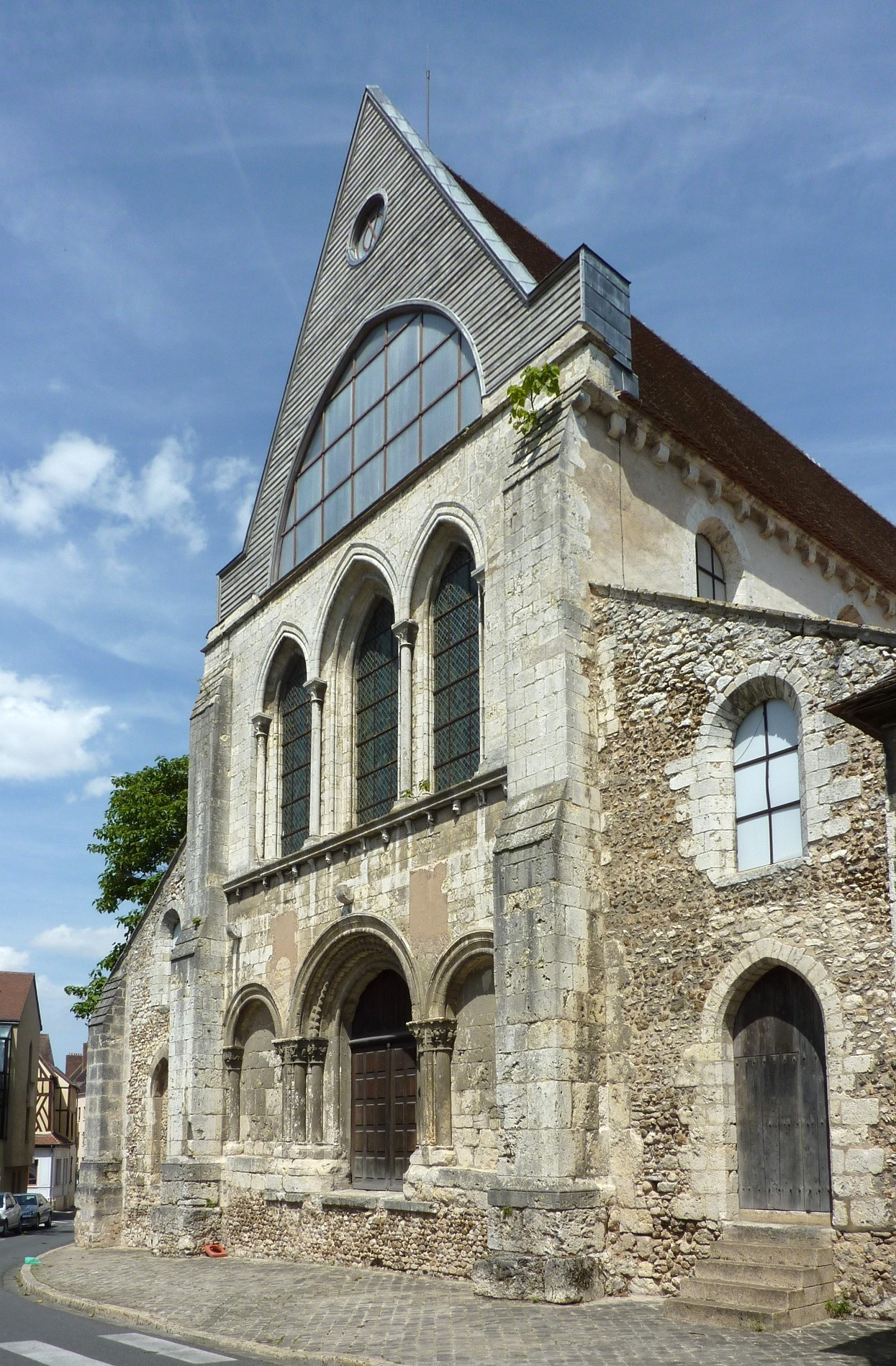
Façade ouest romane.
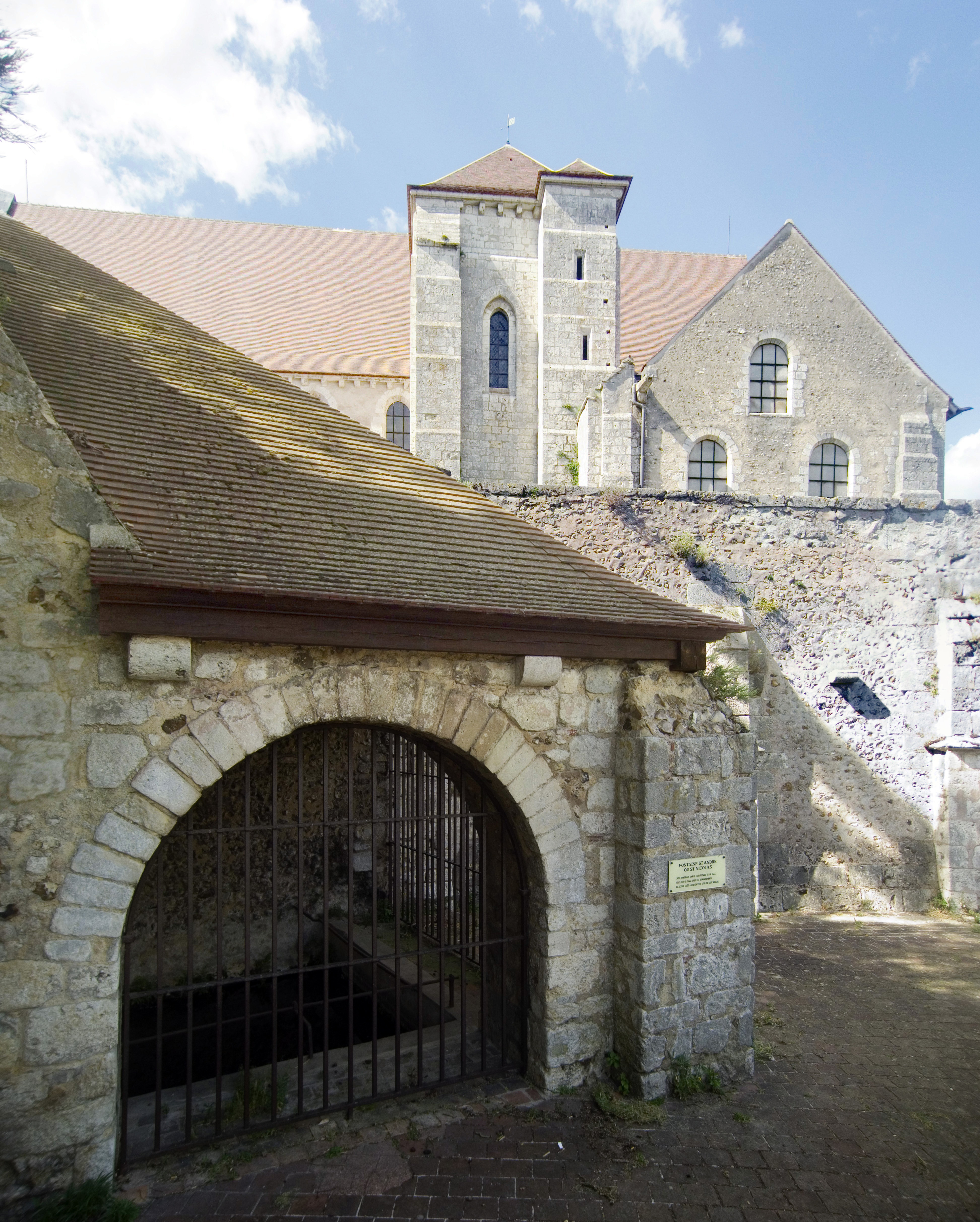
Fontaine Saint-André, sous la collégiale Saint-André.
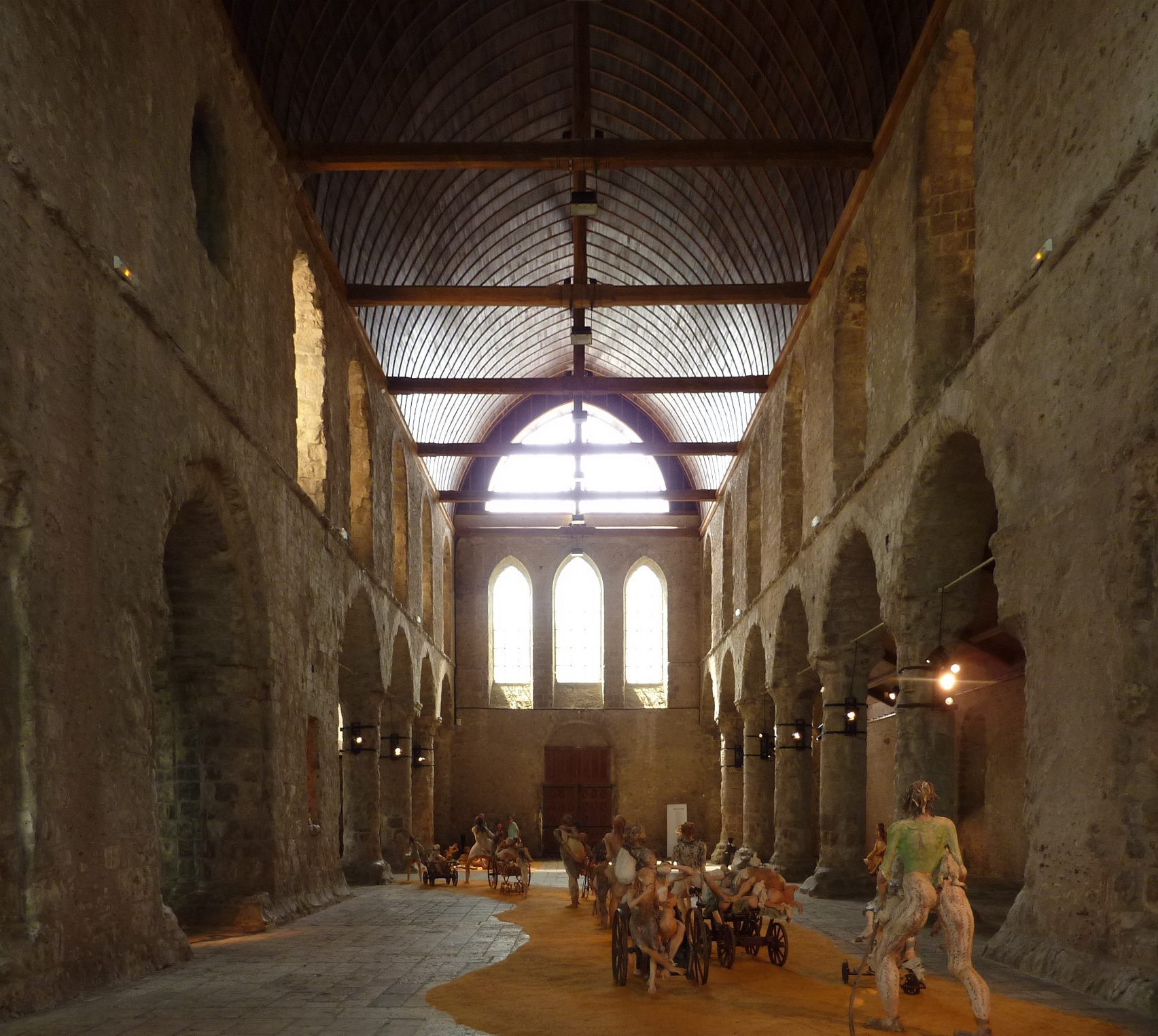
Nef et portail ouest.
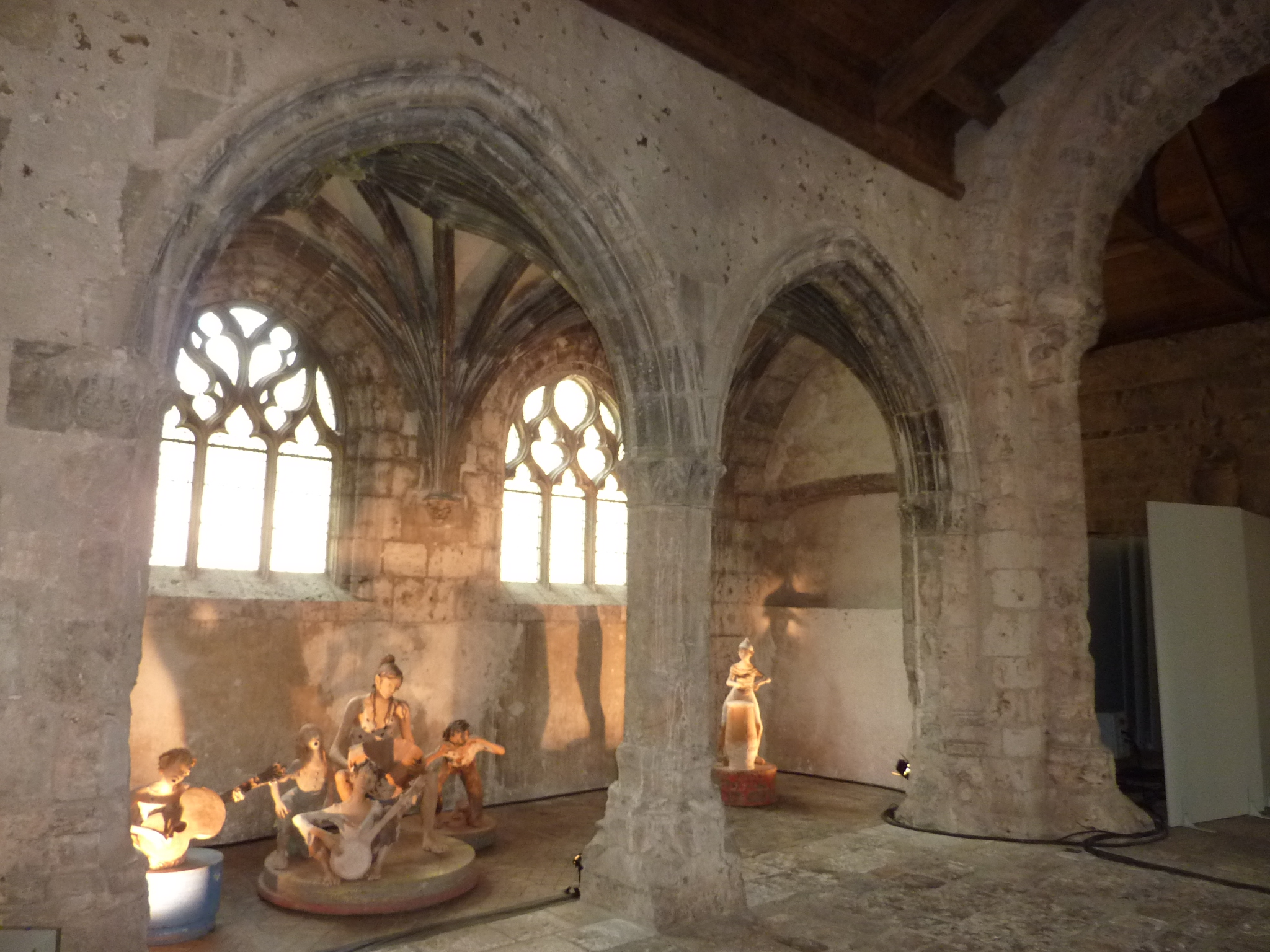
Chapelle Renaissance du bas-côté nord.